# Концепция домаштоцевской армянской письменности
Конце́пция домашто́цевской армя́нской пи́сьменности — концепция о существовании письменности у армян до 406 года — времени создания современного армянского алфавита проповедником христианства и учёным Месропом Маштоцем. В современной филологии проблема впервые была рассмотрена в 1835 году Г. Инчичяном.

## Исторические свидетельства

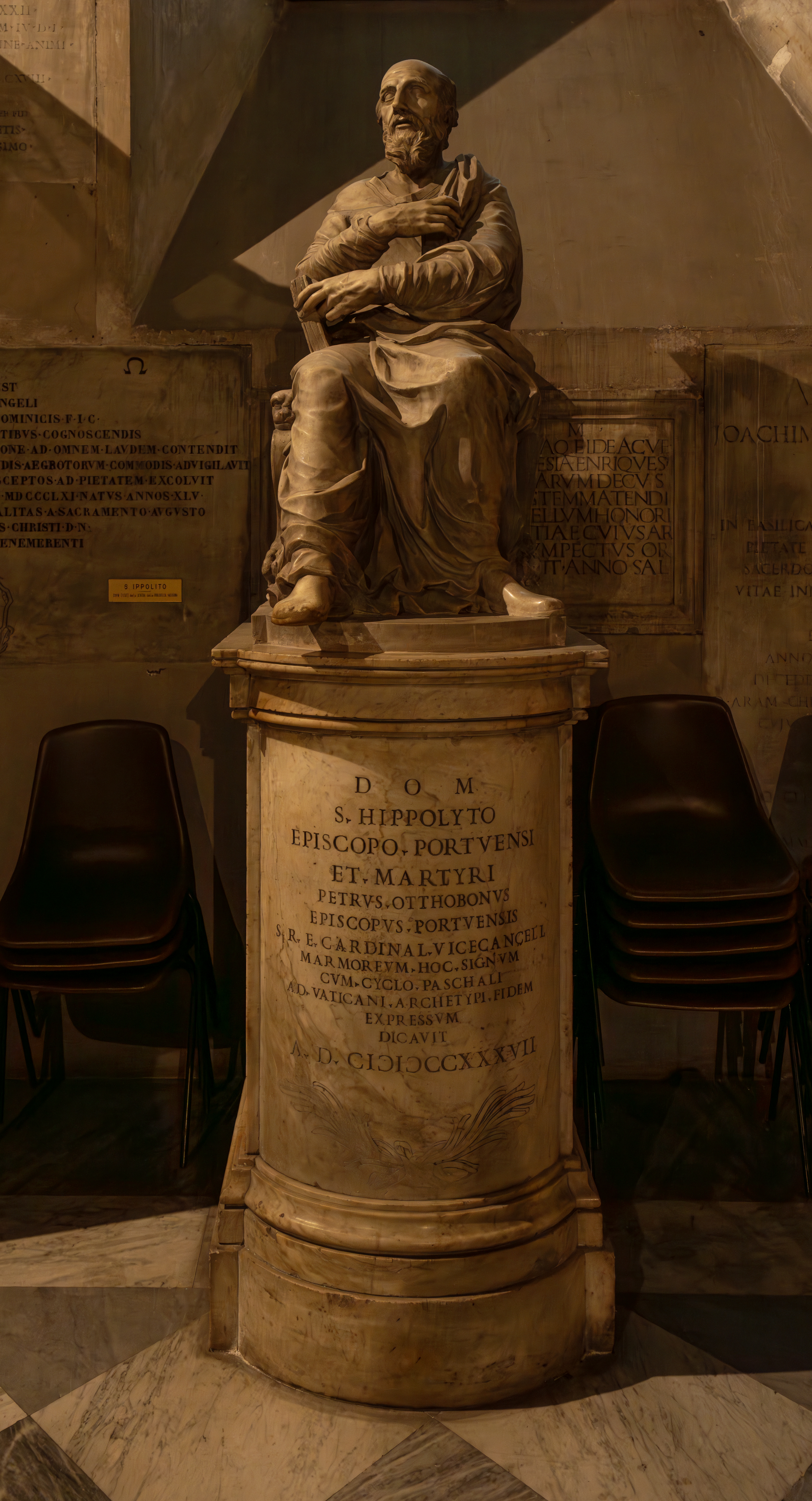
Предполагаемая статуя Ипполита Римского

О существовании армянской письменности до 406 года сохранились ряд сообщений как в армянских, так и в неармянских источниках.
Писатель начала I века Филон Александрийский сообщал о существовании армянского перевода сочинения Метродора Скепсийского, который был посвящен вопросу о разуме у животных. Труд был написан в период пребывания Метродора при дворе армянского царя Тиграна II.
Древнегреческий софист Филострат в сочинении «Жизнь Аполлония Тианского», написанного около 220 года н. э., сообщал, что во время путешествия на Восток Аполлония сопровождал некий сириец из Ниневии, который хвастался знанием армянского языка. В Памфилии они наткнулись на леопарда с золотым обручем на шее с армянскими надписями:
А ещё рассказывают, что некогда в Памфилии была поймана самка барса с золотым обручем на шее, и на обруче этом было начертано армянскими письменами: «Царь Аршак Нисейскому богу».
В греческом оригинале «Хроники» Ипполита Римского, написанного около 235 года, среди 47 народов, ведущих своё происхождение от Яфета, в качестве тех, которые имеют письменность, упомянуты следующие семь:
Иберы, латины, чье письмо употребляют и римляне, испанцы, греки, мидяне, армяне.
Сирийский епископ Георгий в 714 году рассказывая о Григории Просветителе, жившем на рубеже III—IV столетий, писал:
...когда он был подростком, он приехал на землю Армении из-за гонений Диоклетиана против христиан или каких-то неизвестных. Когда он вырос в стране армян и выучил их письменность и язык, его имя стало широко распространённым и знаменитым, и он стал одним из близких слуг царя Трдата, который в то время царствовал в земле Армении.
В 1271 году в своей «Всеобщей Истории» Вардан Аревелци утверждал:
Существование армянских письмён, (оставшихся) от древности, было доказано во время царя Левона, когда в Киликии нашли монету, на которой армянскими буквами было изображено имя языческого царя Хайкида.

## Археологические находки

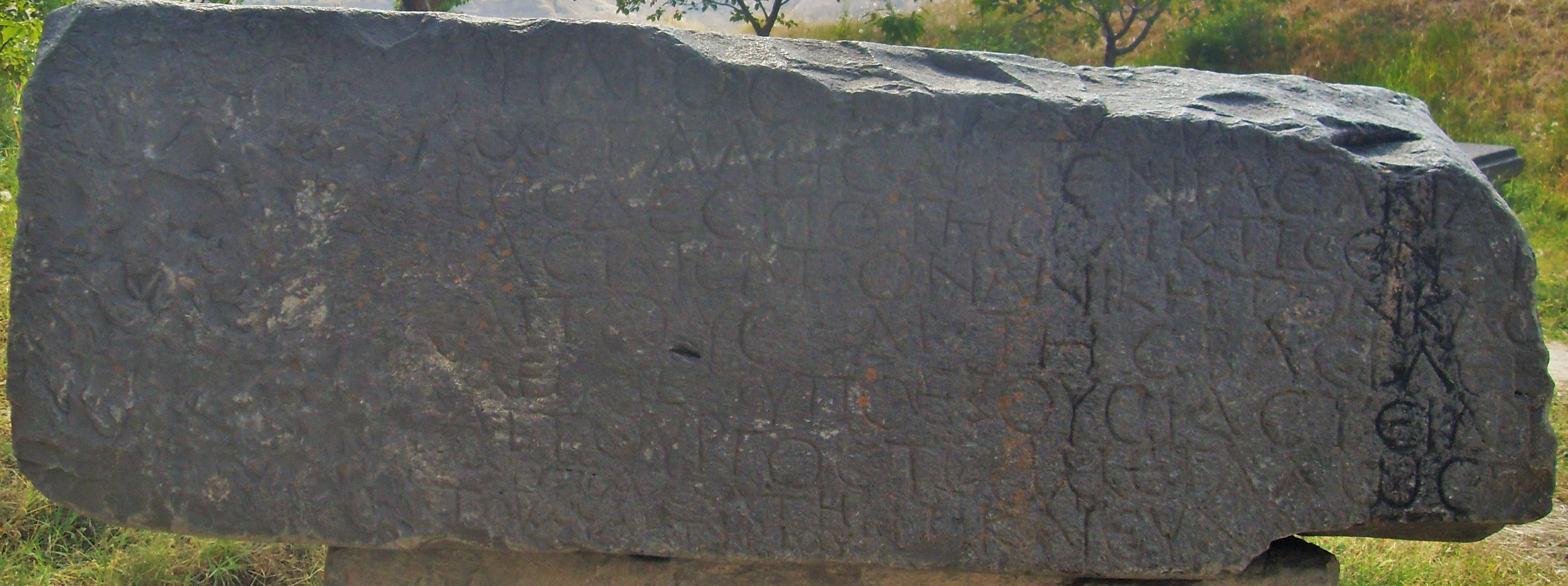
Греческая надпись из Гарни с армянским словом «тэр» — глава рода, владыка области, I век н. э.

В 1982 году И. Гельб отмечал, что «протоармянские надписи, открытые недавно в большом количестве в Армении, слишком мало изучены, чтобы ими можно было воспользоваться для сколько-нибудь определённых выводов». Анализируя надписи II века до н. э. царя Великой Армении Арташеса I, А. Борисов считал возможным, что армянские цари применяли или пытались применять арамейское письмо для записи армянского языка. В греческой надписи середины I века н. э. из Гарни высечено армянское слово «тэр» — глава рода, владыка области. Для другого слова в той же надписи К. Тревер предлагала версию чтения «агарак» — загородное поместье, усадьба.
В статье «О возможном армянском характере вводных формул урартских надписей» в 2000 году Г. Джаукян предложил прочесть шаблонные формулы начала некоторых урартских надписей на основе индоевропейских праформ. По словам исследователя, «их можно считать первыми письменными текстами армянского языка». Согласно Г. Джаукяну, в предложении «dHaldini kuruni dHaldini GIŠsurii(i) kuruni(e)...» («Халди могуч, оружие (меч) Халди — могучее») слова kuruni и suri могут быть дальнейшими арм. կուռն («рука») и սուր («меч»). В армянском языке оба слова имеют исконно индоевропейское происхождение. Рассматривая формулу «dHaldini uštabi masinie GIŠsure», Г. Джаукян переводит слово masini как «сильный» на основе индоевропейского-армянского magh-ti — «мощь». В армянском языке корень magh-ti сохранился в слове մարթանք — «средство», «способ»․ Исследователь считает, что индоевропейское-русское слово «мощный» также является параллелью урартскому masini.

## Данииловы письмена
Общепринято, что до создания Маштоцем около 406 года армянского алфавита в Армению были привезены данииловы письмена. Письмена получили такое название по имени сирийского епископа Даниила, который, по разным мнениям, нашёл либо создал эту письменность. Дискуссионным является также вопрос генезиса и содержания этого алфавита. Согласно сведениям исторических источников, он применялся всего два года (некоторые современные учёные предлагали исправить на «два месяца») или «некоторое время», после чего вышел из употребления из-за несоответствия фонетике армянского языка. Й. Маркварт предлагал идентифицировать Даниила с епископом Арзона, который упоминался в числе участников синода 410-го и 424 годов, созванных Дадишо I и Мар Исааком. По предположению В. Брюсова, епископ Даниил лишь усовершенствовал алфавит, который был создан до него. Брюсов полагал, что на этом письме ранее могли быть созданы литературные памятники, не дошедшие до наших дней. По мнению Роберта Томсона, алфавит был семитского происхождения. Данииловы письмена, вероятно, состояли из 22 букв и передавали только согласные фонемы, тем самым не были способны фиксировать гласные и богатую согласную структуру армянского языка. Вернер Зайбт считал, что данииловы письмена базировались в основном на сирийском письме, возможно с добавлением некоторых специфических знаков. Джеймс Рассел называл их «загадочными буквами». По его предположению, данииловы письмена могли иметь отношение к сирийскому алфавиту, который был адаптирован для армянского языка, или же быть остатками древнеарамейской гетерографической системы письма. Он также допускал, что эта письменность могла быть использована для фиксации доклассической формы армянского языка. От этой письменности ничего не сохранилось.

## Иероглифические знаки в средневековых рукописях

Знаки из средневековой рукописи хмаил. По предположению Л. Хачикяна, они могут быть остатками применявшихся в Армении дохристианских иероглифов

В средневековых армянских рукописях сохранились особые аббревиатуры и иероглифические символы, называемые nšanagirk‘, arajnoc‘ gir — письменность первых, или просто karčabanut‘iwn —  аббревиатура. Наиболее ранняя рукопись, содержащая подобные знаки относится к 1564 году. Впервые 46 таких знаков были опубликованы в Венеции в 1730 году. К концу XX века были изданы уже 505—551 таких символов. В 1858 году в исследовании «Об армянском алфавите» (второе, переработанное издание — 1896 год) Н. Эмин впервые выдвинул гипотезу о том, что сохранившиеся в средневековых армянских рукописях особые знаки могут быть остатками домаштоцевской письменности. В качестве доказательства верности своей гипотезы Эмин ссылался на Агатангелоса о применении в Армении неких письмён в начале IV века. Эмин выдвинул предположение, что «знаки упоминаемые Агафангелом, были род условных, если можно сказать, иероглифических знаков». Исследователь также полагал, что знаки не были заимствованными и имели местное происхождение. В 1863 году гипотезу Эмина поддержал Виктор Ланглуа. В отличие от него, однако, Ланглуа полагал, что данные символы могут быть стенографией аналогично римским тироновым значкам. Анализируя несколько сотен таких иероглифов из армянских рукописей Р. Ачарян пришёл к выводу, что подавляющее их большинство созданы на основе маштоцевского алфавита, вероятно, не раньше XIV века. Согласно А. Мартиросяну, армянские средневековые иероглифы имеют тождественные параллели в петроглифах Армении III тыс. до н. э., а также в культово-религиозном орнаменте керамики и металлических предметах III—I тыс. до н. э. Эта точка зрения была раскритикована А. Формозовым. Согласно последнему, возраст приводимых наскальных знаков является дискуссионным, неправомерными являются также сопоставление знаков разных эпох и отождествление системы знаков с иероглифическим письмом. Джеймс Рассел отмечал, что некоторые из символов в средневековых рукописях являются алхимическими знаками или имеют позднее происхождение, другие же, вероятно, очень древние. Рассел проводит параллель между армянским иероглифом  со значением «царь» и хеттским иероглифом  аналогичного значения.
В иной группе рукописей, называемых hmayil, сохранились особые иероглифообразные заклинательные знаки. Некоторые исследователи полагают, что они могут пролить свет на проблему домаштоцевской письменности. Армянские хмаилы создавались не в форме кодекса, а в основном в форме свитков, что представляет более ранний тип в истории книги. Ныне сохранившиеся рукописи относятся главным образом к XV—XVIII векам. По предположению Л. Хачикяна, определённые сведения раннесредневековых авторов Егише, Иоанна Майриванеци и некоторых других могут иметь отношение к знакам в хмаилах.  Отвергая предположения о наличии развитой письменности и литературы до начала V века, Л. Хачикян допускал, что до этого периода у армян могла бытовать простая иероглифическая система, имевшая крайне ограниченное применение. Будучи наследием дохристианской эпохи, позже она сохранилась в кругах разного рода колдунов, гадалок, лекарей и др.. В ряде текстах хмаилов наблюдаются явные следы дохристианской мифологии.

## Мнения историков

### Сторонники концепции

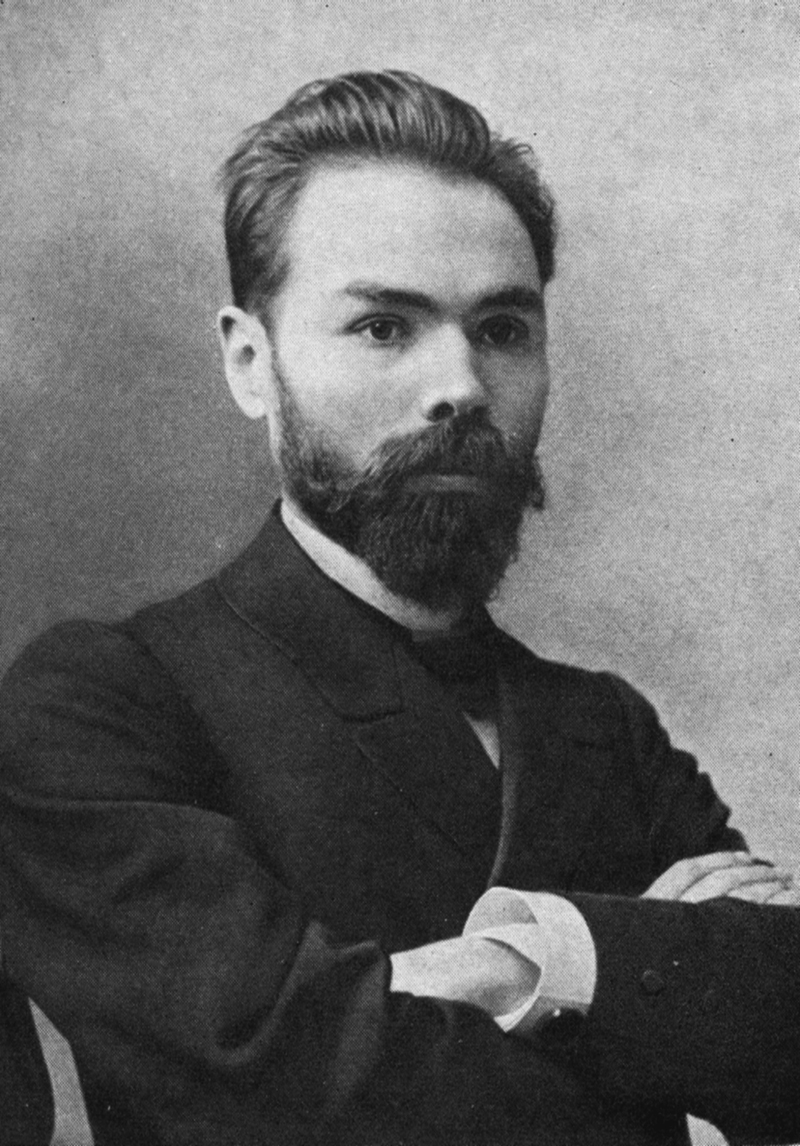
В. Брюсов

По утверждению В. Брюсова, в течение первых четырех веков нашей эры у армян уже существовала письменность. Согласно Н. Марру, письменность на армянском языке существовала ещё за несколько веков до н. э.. Ссылаясь на сообщение Мовсеса Хоренаци о применении в Армении до V века греческого и персидского алфавитов, К. Тревер не исключала, что они могли быть использованы также для фиксации армянского языка. К. Тревер писала о существовании в I веке н. э. армянского перевода диалога о животных древнегреческого автора Метродора Скепсийского. По её мнению, наличие такого перевода можно объяснить не только тем, что он был написан в бытность автора при дворе армянского царя, но и тем, что «в начале I в. н. э., то есть через полвека после Метродора, армянское общество продолжало интересоваться этим, по существу, научным трудом». По утверждению М. Дьяконова и О. Кудрявцева, в III—I вв. до н. э. армянские жрецы «изобрели особого рода тайнопись и писали с её помощью храмовые книги и летописи». 
Некоторые учёные считали вероятным, что домаштоцевская письменность была уничтожена в связи с христианизацией. Так, по предположению В. Истрина до Маштоца у армян вероятно была письменность (возможно на арамейской основе), однако впоследствии она была уничтожена как языческая. Согласно Н. Павленко, предположения о домаштоцевской письменности на армянском языке подтверждаются некоторыми фактами. Эта письменность, однако, была признана языческой и уничтожена после принятия христианства. В. Луконин, напротив, считал, что в IV веке, после принятия христианства к качестве государственной религии, могли быть предприняты попытки писать по-армянски греческими или арамейскими буквами «однако ни тот, ни другой алфавит совершенно не подходили к звукам армянского языка».

### Противники концепции
В 1896 году Г. Гельцер, говоря о II—III веках, высказывал мнение, что в Армении тогда не существовало ни письменности, ни литературы. В 1904 году армянский историк Лео считал, что гипотезу существования армянской письменности до Маштоца «не признаёт серьёзная часть нашей филологии». По мнению Н. Акиняна, «нет никакого доказательства, что подтвердило бы наличие собственной письменности на армянском языке до 406 года». Р. Ачарян отвергал гипотезы существования домаштоцевской письменной литературы на армянском языке. Такого же мнения придерживался Э. Пивазян. Л. Хачикян критиковал  сторонников гипотезы, а сведения из первоисточников назвал смутными. С. Аревшатян писал, что анализ исторических условий в котором находилась Армения накануне создания Маштоцем алфавита, а также имеющийся фактический материал отвергают предположения о возможном существовании домаштоцевской письменности. Комментируя сообщение Филострата об армянском письме в начале III века, Джеймс Рассел полагал, что гравировка, вероятно, была на арамейском языке и письме. По мнению Роберта Томсона, хотя политическая и социальная индивидуальность Армении и армян восходит к VI—IV векам до н. э., эпохе Древнеперсидской империи, литература на армянском языке появилась довольно поздно, лишь после принятия христианства.